# Artabotrys stenopetalus
Artabotrys stenopetalus är en kirimojaväxtart som beskrevs av Adolf Engler. Artabotrys stenopetalus ingår i släktet Artabotrys och familjen kirimojaväxter. Inga underarter finns listade i Catalogue of Life.